# 科林斯维尔 (阿拉巴马州)
科林斯维尔（英文：Collinsville），是美国阿拉巴马州下属的一座城市。面积约为3.92平方英里（约合10.14平方公里）。根据2010年美国人口普查，该市有人口1,983人，人口密度为506.38/平方英里（约合195.56/平方公里）。